# 梅龍鎮酒家

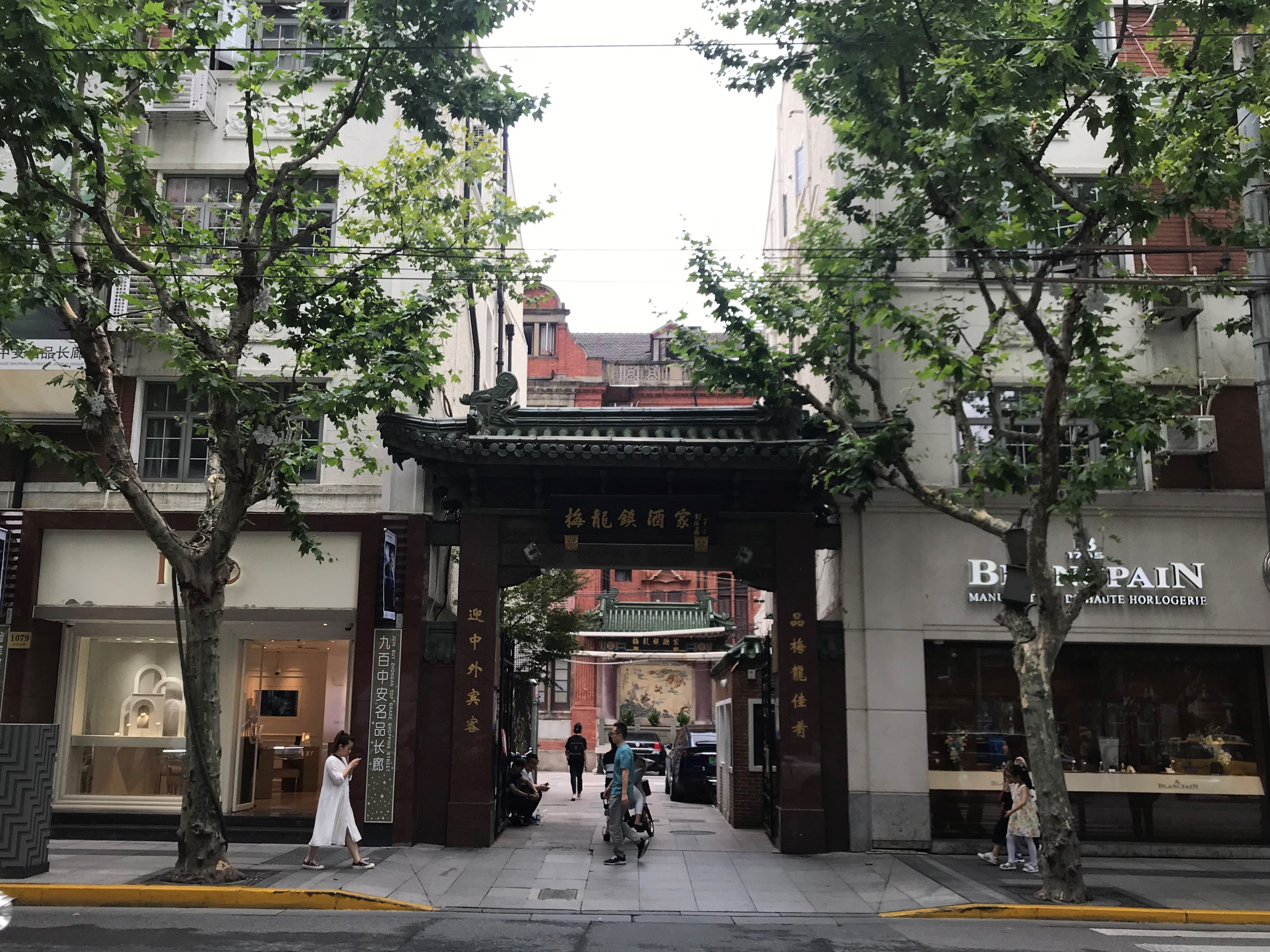
梅龍鎮酒家の正門

梅龍鎮酒家は上海市の外食企業であり、四川料理と上海料理の老舗である。梅龍鎮酒家は1938年に創業し、店名は京劇『游龍戯鳳』の地名「梅龍鎮」から由来する。